# Reacción de Bohn–Schmidt
La Reacción de Bohn-Schmidt, es una reacción química que introduce un grupo hidroxi en un sistema de antraquinona. La antraquinona ya debe tener al menos un grupo hidroxi. La reacción fue descrita por primera vez en 1889 por René Bohn (1862–1922) y en 1891 por Robert Emanuel Schmidt (1864–1938), dos químicos industriales alemanes.
René Bohn es uno de los pocos químicos industriales que dan nombre a una reacción. En 1901, hizo indantrona a partir de 2-aminoantraquinona y así sentó las bases para un nuevo grupo de colorantes.

Reacción ÜV5 de Bohn–Schmidt.

## Mecanismo de la reacción
El mecanismo de reacción postulado se explica a continuación para el ejemplo de 2-hidroxiantraquinona:

Mecanismo de la reacción de Bohn–Schmidt.

El ácido sulfúrico protona el grupo ceto de la antraquinona 1. Esto provoca un desplazamiento de los electrones hacia el ion oxonio en la molécula 2. Este desplazamiento permite que el ácido sulfúrico ataque al ion carbenio 3 que se forma. El ácido sulfúrico oxida la hidroxiantracenona 5 resultante, que luego se protona y la reacción comienza de nuevo. Finalmente, se obtienen polihidroxiantraquinonas con diferente número de grupos hidroxi. La reacción se desarrolla mejor entre 25 y 50 °C y tarda varias semanas en completarse.
La presencia de un catalizador como el selenio o el mercurio acelera la reacción. Al agregar ácido bórico, se puede usar ácido sulfúrico en lugar de ácido sulfúrico fumante. Si se usa ácido bórico, tiene un efecto regulador a medida que se produce la formación de ésteres, lo que evita una mayor oxidación.

## Economía atómica
La reacción es ideal para la producción general de antraquinonas multihidroxiladas debido a la buena economía atómica. El ácido sulfúrico se puede reutilizar, ya que se separa al final. Por lo tanto, la reacción se usa en muchos procesos de producción de colorantes. La única desventaja es que en caso de que se utilice ácido bórico, se produce la esterificación, que luego debe ser revertida (hidrolizada).